# Пак Гю Йон
Пак Гю Йон (кор. 박규영, 朴圭瑛, нар. 27 липня 1993, Пусан, Південна Корея) — південнокорейська акторка. Найбільш відома за ролями у драмах «Добре бути не в порядку» (2020), «Милий дім» (2020), «Дал Лі і нахабний принц» (2021), «Знаменитість» (2023) та «Гарний день, щоб бути собакою» (2023).

## Раннє життя та освіта
Пак Гю Йон народилася 27 липня 1993 року в Пусані. Навчалася в Пусанській середній школі іноземних мов та Йонсейському університеті на факультеті одягу та довкілля, який закінчила у 2020 році.

## Кар'єра
Пак Гю Йон почала тренуватися, щоб стати акторкою, після того, як у 2015 році її помітила компанія JYP Entertainment на обкладинці журналу коледжу. 
У 2016 році вона дебютувала в музичному відеокліпі Чо Квона «Crosswalk». З 2016 по 2018 рік грала ролі другого плану в телевізійних драмах, серед яких «Лжесвідчення Соломона», «Дощ або сонце» і «Третій шарм»; також з'явилася в веб-драмах «Чарівна школа» і «Міс Незалежна Цзеюн». У 2018 році дебютувала в кіно з фільмами «Жалюгідні» і «Любов+Слінг».
У 2019 році Пак Гю Йон з'явилася в телевізійних драмах «Романтика — це бонусна книга» та «Квітка Нокду» у ролях другого плану. У серпні того ж року вона покинула JYP Entertainment і приєдналася до Saram Entertainment. 2020 року вона отримала свою першу головну роль у телевізійному серіалі в драмі tvN «Нормально бути ненормальним», з'явившись разом з Кім Су Хьоном і Со Є Чжі. Того ж року вона з'явилася в телесеріалі «Милий дім» на Netflix.
У 2021 році знялася в містичній юридичній драмі «Диявольський суддя» в ролі Юн Су Хьон, подруги дитинства Кім Га Он, яка зараз працює детективкою поліції. Пізніше того ж року приєдналася до драми KBS «Дал Лі і нахабний принц», яка стала її першою головною роллю на телебаченні. Прем'єра драми відбулася у вересні 2021 року.

## Фільмографія

### Фільми
| Рік  | Назва           | Роль              | Примітки        | Прим.  |
| ---- | --------------- | ----------------- | --------------- | ------ |
| 2017 | Шановний        | Хо Чжун           | Короткометражка | [ 10 ] |
| 2017 | Серце почорніло | Студентка коледжу |                 |        |
| 2018 | Жалюгідні       | Йе Рі / Бо Кьон   |                 | [ 11 ] |
| 2018 | Любов+Слінг     | Союн              |                 |        |

### Телесеріали
| Рік       | Назва                            | Роль          | Примітки               | Прим.  |
| --------- | -------------------------------- | ------------- | ---------------------- | ------ |
| 2016      | Давай, привид!                   | Лі Се Ін      |                        |        |
| 2016–2017 | Лжесвідчення Соломона            | Пек Хе Рін    |                        | [ 11 ] |
| 2017      | Підозрілий партнер               | Пак Со Юн     | Камео                  |        |
| 2017      | Історія кохання Кан Док Суна     | На Е Хян      | Драматичний спецвипуск |        |
| 2017      | Бузкове кохання                  | Сестра Чжі Юл | Драматичний спецвипуск |        |
| 2017      | Боріться за Мій шлях             | Ан Су Чжон    | Камео (Епізод 16)      |        |
| 2017–2018 | Дощ чи сонце                     | Сомі          |                        |        |
| 2018      | Королева таємниць 2              | Чан Сеюн      | Камео                  |        |
| 2018      | Життя на Марсі                   | Донечка       | Камео                  |        |
| 2018      | Тунець і дельфін                 | Кан Хьон Хо   | Драматичний спецвипуск | [ 12 ] |
| 2018      | Третій шарм                      | Он Рі Вон     |                        |        |
| 2019      | Романтика — бонусна книга        | О Чжі Юль     |                        |        |
| 2019      | Квітка Нокду                     | Хван Мьон Сім |                        |        |
| 2020      | Це нормально, коли не все гаразд | Нам Джу Рі    |                        |        |
| 2021      | Диявольський суддя               | Юн Су Хьон    |                        | [ 13 ] |
| 2021      | Дал Лі і нахабний принц          | Кім Далрі     |                        | [ 14 ] |
| 2023      | Гарний день, щоб бути собакою    | Хан Хе На     |                        | [ 15 ] |

### Веб серіали
| Рік          | Назва                    | Роль         | Примітки            | Прим.        |
| ------------ | ------------------------ | ------------ | ------------------- | ------------ |
| 2016         | Торкаючись тебе          | Клієнтка     | Камео (Епізоди 7-8) | [ 16 ]       |
| 2017         | Школа магії              | Ю Рі         |                     | [ 5 ]        |
| 2018         | Міс Незалежна Цзюн       | Кім Чжі Ен   |                     | [ 6 ]        |
| 2018         | Чому дівчата завжди злі? | Кю Йон       |                     |              |
| 2020–донині  | Милий дім                | Юн Чжи Су    | 1–3 сезони          | [ 9 ] [ 17 ] |
| 2023         | Знаменитість             | Со А Рі      |                     | [ 18 ]       |
| В очікуванні | Гра в кальмара           | В очікуванні | 2 сезон             | [ 19 ]       |
| В очікуванні | Користувач               | В очікуванні |                     | [ 20 ]       |

## Нагороди і номінації
| Церемонія            | Рік  | Категорія                                 | Номінант / Робота                                         | Результат | Прим.                |
| -------------------- | ---- | ----------------------------------------- | --------------------------------------------------------- | --------- | -------------------- |
| Baeksang Arts Awards | 2021 | Best New Actress – Television             | Милий дім                                                 | Номінація | [ 21 ] [ 22 ] [ 23 ] |
| KBS Drama Awards     | 2021 | Best New Actress                          | Dali and the Cocky Prince                                 | Перемога  | [ 24 ]               |
| KBS Drama Awards     | 2021 | Best Couple Award                         | Park Gyu-young with Kim Min-jae Dali and the Cocky Prince | Перемога  | [ 24 ]               |
| MBC Drama Awards     | 2023 | Excellence Award, Actress in a Miniseries | A Good Day to Be a Dog                                    | Перемога  | [ 25 ]               |
| MBC Drama Awards     | 2023 | Best Couple Award                         | Park Gyu-young with Cha Eun-woo A Good Day to Be a Dog    | Номінація | [ 26 ]               |

### Списки
| Видавець | Рік  | Список                                      | Місце            | Прим.         |
| -------- | ---- | ------------------------------------------- | ---------------- | ------------- |
| Cine21   | 2018 | Rising Star Actors in Korean Movies in 2018 | Шаблон:Shortlist | [ 27 ] [ 28 ] |
| Cine21   | 2020 | New Actress to watch out for in 2021        | 5-те             | [ 29 ]        |
| Cine21   | 2021 | New Actress to watch out for in 2022        | 6-те             | [ 30 ]        |